# Anse à la Mouche
L’Anse à la Mouche est une baie de l'île de Mahé aux Seychelles, la plus grande île des Seychelles.

## Description
L’Anse à la Mouche se trouve à environ 12 kilomètres au sud-ouest de Victoria, la capitale des Seychelles. Elle est nichée entre les baies de Lazare et de Boileau, dans une région relativement calme et préservée de Mahé.
La baie de l’Anse à la Mouche est connue pour sa plage de sable blanc et ses eaux turquoise calmes et peu profondes. C'est un endroit idéal pour se détendre, nager et profiter du soleil. La plage est généralement moins fréquentée que certaines des plages plus populaires de Mahé, offrant ainsi une atmosphère paisible et tranquille, adaptée aux familles. 
En raison de ses eaux calmes, l’Anse à la Mouche est un endroit populaire pour les activités nautiques telles que la plongée en apnée, le kayak et la planche à voile. Les visiteurs peuvent explorer les récifs coralliens et la vie marine diversifiée qui peuple ces eaux peu profondes.
La baie de l’Anse à la Mouche est bordée par une végétation importante et préservée typique des Seychelles. Les collines et les palmiers qui entourent la baie offrent un cadre pittoresque et apaisant pour les visiteurs.
Il existe plusieurs options d'hébergement, de restaurants à proximité de l’Anse à la Mouche, notamment des hôtels, des maisons d'hôtes et des villas de vacances. Ces établissements offrent souvent des vues recherchées sur la baie et l'océan Indien.